# Vasco.08 Live in concert
Il Vasco.08 Live in concert è la tournée di Vasco Rossi per promuovere l'album Il mondo che vorrei. All'evento ha fatto seguito il DVD Il mondo che vorrei live 2008.

## Fatti

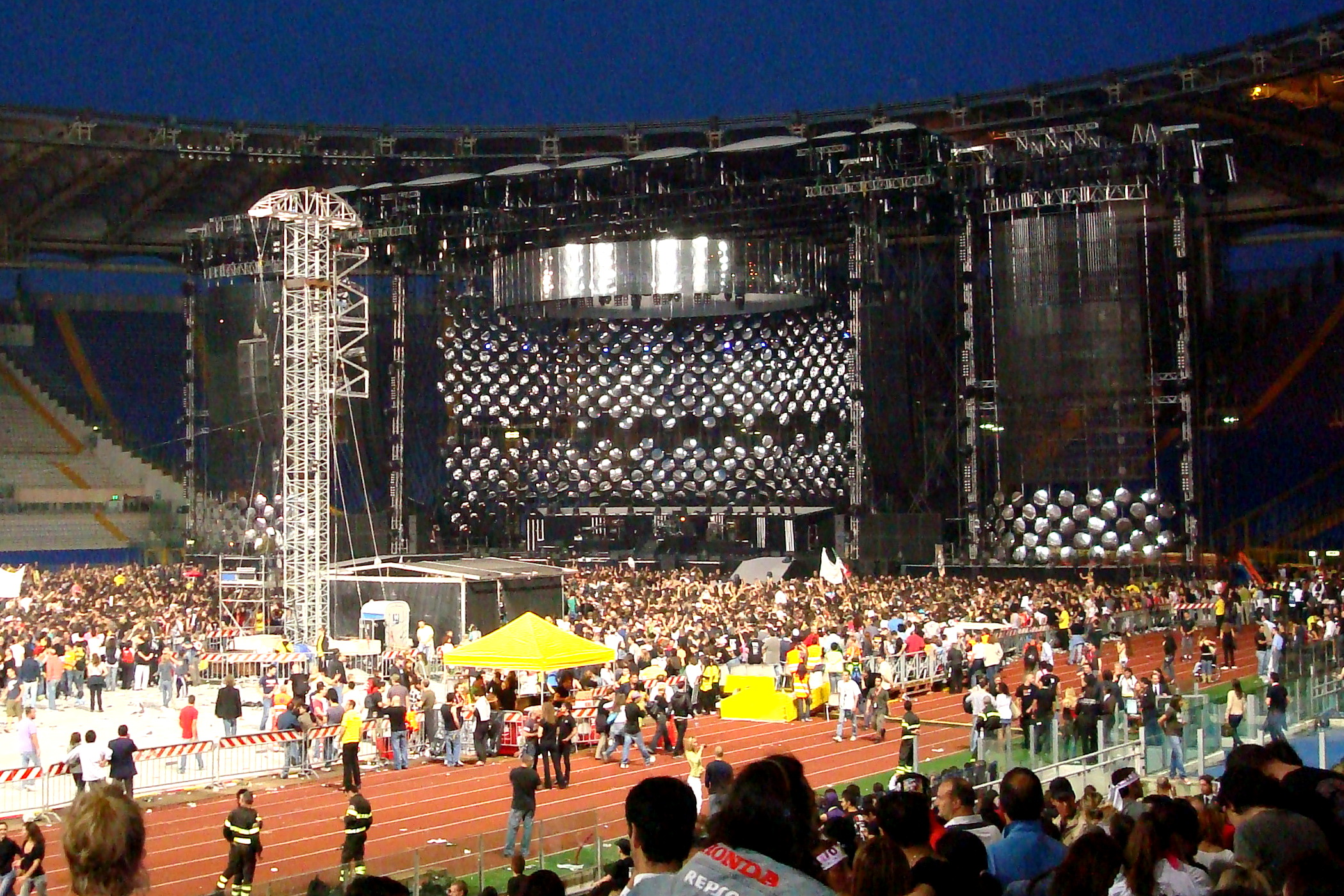
Lo Stadio Olimpico di Roma prima del concerto di Vasco del 29 maggio 2008.

In previsione dell'uscita del nuovo album Il mondo che vorrei, il sito ufficiale di Vasco annuncia i primi giorni di febbraio un nuovo tour previsto nell'estate 2008. In meno di 24 ore dalla messa in vendita vengono esauriti circa 130 000 biglietti per le date di Roma e Milano, poi raddoppiate assieme a quelle di Ancona e Salerno.
La data zero della prima parte del tour doveva svolgersi a Latina così come già avvenuto per il tour di Buoni o cattivi e in Vasco Live 2007, ma il comune non concesse l'impianto e così la data zero si svolse a Genova. Seguirono le due date a Roma (di cui una trasmessa dalla Rai) tutte andate sold out in poco più di 12 ore così come quelle di Milano; a causa della grande richiesta di biglietti, l'organizzazione raddoppiò anche le date di Ancona e Salerno.
La tournée poi ricomincia a settembre con 8 concerti in 5 località: il 5 settembre a Teramo ("data zero"), il 12 settembre allo Stadio Friuli di Udine, il 19 e 20 settembre allo Stadio Dall'Ara di Bologna, il 26 e 27 settembre all'Arena della Vittoria a Bari per chiudere il 4 e 5 ottobre allo Stadio delle Alpi di Torino.
Il numero di presenze per questo tour ammonta a 809.373 .
Allo Stadio delle Alpi (Torino) durante l'esecuzione di Gioca con me è salito sul palco Slash, che in realtà era il tecnico delle chitarre di Stef Burns, Carlo Barbero, opportunamente camuffato. Lo scherzo venne organizzato dallo stage manager storico di Vasco Diego Spagnoli.

## Calendario

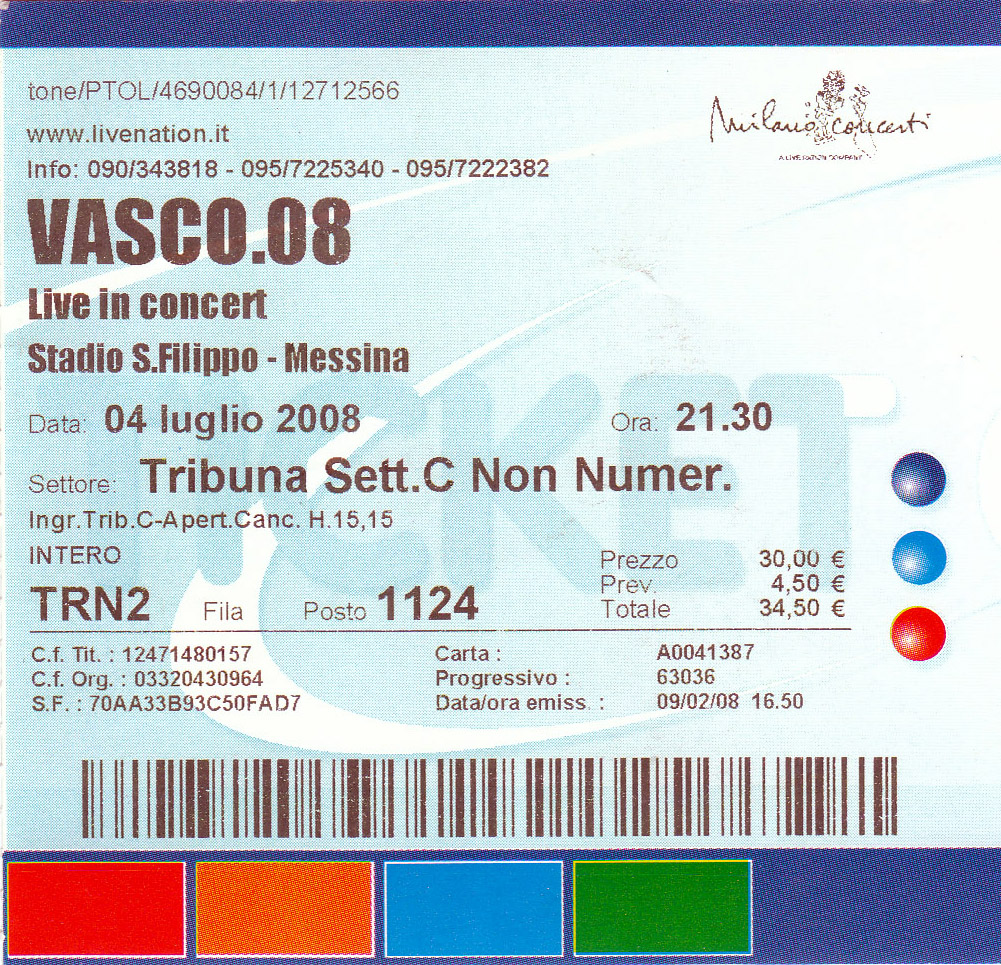
Biglietto di tribuna per il concerto di Vasco Rossi allo Stadio San Filippo di Messina del 4 luglio 2008

| Data                                | Città                               | Luogo                               | Spe      |          |
| ----------------------------------- | ----------------------------------- | ----------------------------------- | -------- | -------- |
| Prima parte                         |                                     |                                     |          |          |
| 22 maggio 2008                      | Genova                              | Fiera di Genova(Padiglione S)       | 30.000   | Italia   |
| 29 maggio 2008                      | Roma                                | Stadio Olimpico                     | 72.213   | Italia   |
| 30 maggio 2008                      | Roma                                | Stadio Olimpico                     | 72.148   | Italia   |
| 6 giugno 2008                       | Milano                              | San Siro                            | 75.450   | Italia   |
| 7 giugno 2008                       | Milano                              | San Siro                            | 75.512   | Italia   |
| 14 giugno 2008                      | Ancona                              | Stadio del Conero                   | 38.000   | Italia   |
| 15 giugno 2008                      | Ancona                              | Stadio del Conero                   | 34.000   | Italia   |
| 21 giugno 2008                      | Venezia                             | Heineken Jammin' Festival           | 64.000   | Italia   |
| 27 giugno 2008                      | Salerno                             | Stadio Arechi                       | 30.000   | Italia   |
| 28 giugno 2008                      | Salerno                             | Stadio Arechi                       | 28.000   | Italia   |
| 4 luglio 2008                       | Messina                             | Stadio San Filippo                  | 38.400   | Italia   |
| 9 luglio 2008                       | Locarno                             | Festival Moon and Stars             | Svizzera | Svizzera |
| Seconda parte                       |                                     |                                     |          |          |
| 5 settembre 2008                    | Teramo                              | Stadio di Piano d'Accio             | 20.000   |          |
| 12 settembre 2008                   | Udine                               | Stadio Friuli                       | 40.000   |          |
| 19 settembre 2008                   | Bologna                             | Stadio Dall'Ara                     | 40.000   |          |
| 20 settembre 2008                   | Bologna                             | Stadio Dall'Ara                     | 40.000   |          |
| 26 settembre 2008                   | Bari                                | Arena della Vittoria                | 36.000   |          |
| 27 settembre 2008                   | Bari                                | Arena della Vittoria                | 28.012   |          |
| 4 ottobre 2008                      | Torino                              | Stadio delle Alpi                   | 70.000   |          |
| 5 ottobre 2008                      | Torino                              | Stadio delle Alpi                   | 62.000   |          |
| Totale spettatori totale spettatori | Totale spettatori totale spettatori | Totale spettatori totale spettatori | 897,735  | 897,735  |

## Scaletta
La scaletta ha presentato due medley, uno rock e l'altro acustico riproposto come nel Gli Spari Sopra Tour del 1993 con tutti i componenti della band al limite del palco a suonare con le chitarre.
Non vengono proposti tutti i brani dell'album Il mondo che vorrei: mancano all'appello, infatti, Non vivo senza te, Ho bisogno di te, Basta poco e Non sopporto (queste ultime due già proposte come inediti nel 2007). Vengono riproposte alcune tracce più datate come L'uomo che hai di fronte, canzone che, insieme a ...Stupendo, non verranno eseguite nella seconda parte del tour, quindi non c'erano nel DVD registrato nelle due date di Bologna. Durante la data di Udine è stata eseguita Silvia (a causa di un forte temporale per far intrattenere il pubblico), mentre nella data zero erano state eseguite Senza parole e Bollicine (non inserite nella scaletta) e Vita spericolata prima di Gioca con me.
1. Intro 2008
2. Qui si fa la storia
3. Cosa importa a me
4. Dimmelo te
5. La noia
6. Vieni qui
7. Non appari mai
8. E adesso tocca a me
9. L'uomo che hai qui di fronte (solo prima parte del tour)
10. Colpa del whisky
11. T'immagini
12. Siamo soli
13. Gioca con me
14. Interludio 2008
15. Medley rock (Ormai è tardi /  Non mi va / Ci credi / Susanna / Sensazioni forti / Deviazioni / Asilo republic)
16. Siamo solo noi
17. Sally
18. Rewind
19. ...Stupendo (solo prima parte del tour)
20. Un senso
21. C'è chi dice no
22. Gli spari sopra
23. Il mondo che vorrei
24. Vivere
25. Medley acustico (Toffee / Ridere di te / Brava Giulia / Dormi dormi / Va bene, va bene così)
26. Vita spericolata / Canzone
27. Albachiara
| Non siamo mica gli americani! (1979) | Albachiara |
| Colpa d'Alfredo (1980)               | Asilo Republic* - Colpa d'Alfredo* - Sensazioni forti* - Susanna*                                                                                  |
| Siamo solo noi (1981)                | Siamo solo noi |
| Vado al massimo (1982)               | La noia |
| Bollicine (1983)                     | Deviazioni* - Vita spericolata |
| Va bene, va bene così (1984)         | Va bene, va bene così* |
| Cosa succede in città (1985)         | Dormi dormi* - T'immagini - Toffee* |
| C'è chi dice no (1987)               | Brava Giulia* - C'è chi dice no - Non mi va* - Ridere di te*                                                                                       |
| Liberi liberi (1989)                 | Ormai è tardi* |
| Gli spari sopra (1993)               | ...Stupendo - Ci credi* - Gli spari sopra - L'uomo che hai di fronte - Non appari mai - Vivere                                                     |
| Nessun pericolo... per te (1996)     | Sally |
| Canzoni per me (1998)                | Rewind |
| Stupido hotel (2001)                 | Siamo soli |
| Tracks (2002)                        | Senza parole** |
| Buoni o cattivi (2004)               | Come stai - Un senso |
| Il mondo che vorrei (2008)           | Colpa del whisky - Cosa importa a me - Dimmelo te - E adesso che tocca a me - Gioca con me - Il mondo che vorrei - Qui si fa la storia - Vieni qui |

* Nei medley

** Solo alla data zero a Genova 

## Musicisti
- Chitarre: Maurizio Solieri e Stef Burns
- Batteria: Matt Laug
- Basso: Claudio Golinelli
- Tastiere: Alberto Rocchetti
- Tastiere elettroniche, trombe e cori: Frank Nemola
- Sax e fiati: Andrea Innesto
- Cori: Clara Moroni